# Hawker Hartebeest
Гоукер Хартебіст («Конгоні», англ. Hawker Hartebeest) — багатозадачний літак Південно-Африканської Республіки розроблений і створений британською компанією Hawker Aircraft спеціально для ВПС Південно-Африканської Республіки на основі літака зв'язку Hawker Audax. Літак використовувався як штурмовик, літак зв'язку, розвідувальний і навчальний літак.

## Історія
В 1934 році ВПС Південно-Африканської республіки почали шукати літак безпосередньої підтримки військ на фронті і в результаті дослідження було вибрано Hawker Audax, який вимагав найменше модифікацій, а також був створений на базі легкого бомбардувальника Hawker Hart який вже стояв на озброєнні країни. В результаті ПАР отримала ліцензію на виробництво модифікованих «Одаксів» локально під новим ім'ям «Хартебіст» (англ. Hartebeest). В Британії було виготовлено перші чотири літаки, перші два з яких відрізнялись від «Одакса» новим двигуном Rolls-Royce Kestrel VFP і вкороченими вихлопними трубами. Третій і четвертий літак вже отримали броньовані місця для екіпажу необхідні для штурмових місій. Перший політ відбувся 28 червня 1935 року, а в жовтні літаки були надіслані до Південної Африки.
В ПАР виробництво почали на заводі Робертс Хейдс в Преторії, а навесні 1937 року був завершений перший «Хартебіст». В липні того ж року відбулись випробування і літак прийняли на озброєння. Загалом було виготовлено 65 літаків в ПАР які надійшли на озброєння двох ескадрилей ВПС.
На початку Другої світової війни в строю залишалось 53 літаки і вони почали діяти в Кенії разом з переданами з Британії Hawker Hart. «Хартебісти» активно використовувались в Східноафриканській кампанії під час боїв кенійсько-ефіопському кордоні в середині 1940 року. Зокрема в перший день війни 11 червня більша частина «Хартебістів» здійснила бомбовий наліт на італійські позиції. Але через декілька тижнів більшість було відкликано з фронтових завдань на навчальні і зв'язкові ролі. В якості навчальних «Хартебіст» використовувався аж до 1946 року.

## Тактико-технічні характеристики
Дані з Consice Guide to British Aircraft of World War II

### Технічні характеристики
- Екіпаж: 2 особи
- Довжина: 9,02 м
- Висота: 3,17 м
- Розмах крила: 11,35 м
- Площа крила: 32,33 м²
- Маса порожнього: 1429 кг
- Максимальна злітна маса: 2171 кг
- Двигун: Rolls-Royce Kestrel VFP
- Потужність: 608 к. с. (453 кВт.)

### Льотні характеристики
- Максимальна швидкість: 283 км/год (на висоті 1830 м.)
- Практична стеля: 6705 м
- Час польоту: 3 год 10 хв

### Озброєння
- Кулеметне:
  - 1 × 7,7-мм курсовий кулемет Vickers
  - 1 × 7,7-мм кулемет Lewis в кабіні стрільця
- Підвісне:
  - легкі бомби
  - засоби кидання димових завіс
  - корнтейнери з припасами чи водою